# Italia ai XIV Giochi paralimpici estivi
L'Italia ha partecipato ai XIV Giochi paralimpici estivi, svoltisi a Londra, nel Regno Unito, dal 29 agosto al 9 settembre 2012, con una delegazione di 98 atleti concorrenti in 12 discipline. I portabandiera azzurri sono stati l'arciere Oscar De Pellegrin durante la cerimonia d'apertura e Alex Zanardi durante quella di chiusura. Gli azzurri si sono aggiudicati complessivamente 28 medaglie: 9 ori, 8 argenti e 11 bronzi.

## Medaglie
| Riepilogo quotidiano | Riepilogo quotidiano | Riepilogo quotidiano | Riepilogo quotidiano | Riepilogo quotidiano | Riepilogo quotidiano |
| -------------------- | -------------------- | -------------------- | -------------------- | -------------------- | -------------------- |
| Giorno               | Data                 |                      |                      |                      | Totale               |
| 1º                   | 29 agosto            | —                    | —                    | —                    | —                    |
| 2º                   | 30 agosto            | 0                    | 0                    | 1                    | 1                    |
| 3º                   | 31 agosto            | 1                    | 2                    | 0                    | 2                    |
| 4º                   | 1º settembre         | 1                    | 0                    | 0                    | 1                    |
| 5º                   | 2 settembre          | 0                    | 1                    | 1                    | 2                    |
| 6º                   | 3 settembre          | 1                    | 1                    | 0                    | 2                    |
| 7º                   | 4 settembre          | 0                    | 1                    | 2                    | 3                    |
| 8º                   | 5 settembre          | 3                    | 1                    | 2                    | 6                    |
| 9º                   | 6 settembre          | 1                    | 0                    | 3                    | 4                    |
| 10º                  | 7 settembre          | 1                    | 1                    | 2                    | 4                    |
| 11º                  | 8 settembre          | 1                    | 2                    | 0                    | 3                    |
| 12º                  | 9 settembre          | 0                    | 0                    | 0                    | 0                    |
| Totale               | Totale               | 9                    | 8                    | 11                   | 28                   |

### Medagliere per discipline
| Discipline       | Oro | Argento | Bronzo | Totale |
| ---------------- | --- | ------- | ------ | ------ |
| Ciclismo         | 4   | 3       | 3      | 10     |
| Atletica leggera | 2   | 3       | 1      | 6      |
| Nuoto            | 2   | 0       | 5      | 7      |
| Tiro con l'arco  | 1   | 1       | 0      | 2      |
| Tennistavolo     | 0   | 1       | 0      | 1      |
| Scherma          | 0   | 0       | 2      | 2      |
| Totale           | 9   | 8       | 11     | 28     |

### Medaglie d'oro
| Medaglia | Nome                            | Sport            | Evento                             |
| -------- | ------------------------------- | ---------------- | ---------------------------------- |
| Oro      | Cecilia Camellini               | Nuoto            | 100 m stile libero femminili S11   |
| Oro      | Cecilia Camellini               | Nuoto            | 50 m stile libero femminili S11    |
| Oro      | Oscar De Pellegrin              | Tiro con l'arco  | Ricurvo individuale maschile W1/W2 |
| Oro      | Assunta Legnante                | Atletica leggera | Getto del peso femminile F11/12    |
| Oro      | Alex Zanardi                    | Ciclismo         | Cronometro maschile H4             |
| Oro      | Martina Caironi                 | Atletica leggera | 100 m femminili T42                |
| Oro      | Roberto Bargna                  | Ciclismo         | Corsa su strada maschile C1-3      |
| Oro      | Alex Zanardi                    | Ciclismo         | Corsa su strada maschile H4        |
| Oro      | Ivano Pizzi Luca Pizzi (pilota) | Ciclismo         | Corsa su strada maschile B         |

### Medaglie d'argento
| Medaglia | Nome                                              | Sport            | Evento                             |
| -------- | ------------------------------------------------- | ---------------- | ---------------------------------- |
| Argento  | Oxana Corso                                       | Atletica leggera | 200 m femminili T35                |
| Argento  | Pamela Pezzutto                                   | Tennistavolo     | Singolare femminile classi 1/2     |
| Argento  | Alvise De Vidi                                    | Atletica leggera | 100 m maschili T51                 |
| Argento  | Elisabetta Mijno                                  | Tiro con l'arco  | Ricuvo individuale femminile W1/W2 |
| Argento  | Ivano Pizzi Luca Pizzi (pilota)                   | Ciclismo         | Cronometro maschile B              |
| Argento  | Oxana Corso                                       | Atletica leggera | 100 m femminili T35                |
| Argento  | Giorgio Farroni                                   | Ciclismo         | Corsa su strada mista T1-2         |
| Argento  | Alex Zanardi Vittorio Podestà Francesca Fenocchio | Ciclismo         | Staffetta mista H1-4               |

### Medaglie di bronzo
| Medaglia | Nome                                     | Sport            | Evento                           |
| -------- | ---------------------------------------- | ---------------- | -------------------------------- |
| Bronzo   | Federico Morlacchi                       | Nuoto            | 100 m farfalla maschili S9       |
| Bronzo   | Cecilia Camellini                        | Nuoto            | 100 m dorso femminili SM11       |
| Bronzo   | Federico Morlacchi                       | Nuoto            | 400 m stile libero maschili S9   |
| Bronzo   | Annalisa Minetti Andrea Giocondi (guida) | Atletica leggera | 1500 m femminili T12             |
| Bronzo   | Vittorio Podestà                         | Ciclismo         | Cronometro maschile H2           |
| Bronzo   | Matteo Betti                             | Scherma          | Spada individuale maschile A     |
| Bronzo   | Michele Pittacolo                        | Ciclismo         | Corsa su strada maschile C4-5    |
| Bronzo   | Alessio Sarri                            | Scherma          | Sciabola individuale maschile B  |
| Bronzo   | Federico Morlacchi                       | Nuoto            | 200 m misti maschili SM9         |
| Bronzo   | Cecilia Camellini                        | Nuoto            | 400 m stile libero femminili S11 |
| Bronzo   | Vittorio Podestà                         | Ciclismo         | Corsa su strada maschile H2      |

### Plurimedagliati
| Nome                            | Disciplina       | Oro | Argento | Bronzo | Totale |
| ------------------------------- | ---------------- | --- | ------- | ------ | ------ |
| Alex Zanardi                    | Ciclismo         | 2   | 1       | 0      | 3      |
| Cecilia Camellini               | Nuoto            | 2   | 0       | 2      | 4      |
| Ivano Pizzi Luca Pizzi (pilota) | Ciclismo         | 1   | 1       | 0      | 2      |
| Oxana Corso                     | Atletica leggera | 0   | 2       | 0      | 2      |
| Vittorio Podestà                | Ciclismo         | 0   | 1       | 2      | 3      |
| Federico Morlacchi              | Nuoto            | 0   | 0       | 3      | 3      |

## Atletica leggera paralimpica
Maschile
| Atleta              | Gara         | Batterie | Batterie | Semifinale | Semifinale | Finale          | Finale          |
| Atleta              | Gara         | Tempo    | Pos.     | Tempo      | Pos.       | Tempo           | Pos.            |
| ------------------- | ------------ | -------- | -------- | ---------- | ---------- | --------------- | --------------- |
| Andrea Cionna       | Maratona T12 | N.D.     | N.D.     | N.D.       | N.D.       | 2h43'59"        | 10              |
| Davide Dalla Palma  | 1500 m T46   | 4'03"58  | 7 q      | N.D.       | N.D.       | 4'02"26         | 10              |
| Davide Dalla Palma  | 800 m T46    | 2'02"24  | 8        | N.D.       | N.D.       | non qualificato | non qualificato |
| Alvise De Vidi      | 100 m T51    | N.D.     | N.D.     | N.D.       | N.D.       | 22"60           | Argento         |
| Alessandro Di Lello | Maratona T46 | N.D.     | N.D.     | N.D.       | N.D.       | 2h46'27"        | 8               |
| Walter Endrizzi     | Maratona T46 | N.D.     | N.D.     | N.D.       | N.D.       | 2h39'32"        | 5               |
| Riccardo Scendoni   | 100 m T44    | 12"45    | 6        | N.D.       | N.D.       | non qualificato | non qualificato |
| Riccardo Scendoni   | 200 m T44    | 24"51    | 4        | N.D.       | N.D.       | non qualificato | non qualificato |
| Riccardo Scendoni   | 400 m T44    | 55"48    | 4        | N.D.       | N.D.       | non qualificato | non qualificato |

Femminili
| Atleta                                           | Gara       | Batterie | Batterie | Semifinale | Semifinale | Finale          | Finale          |
| Atleta                                           | Gara       | Tempo    | Pos.     | Tempo      | Pos.       | Tempo           | Pos.            |
| ------------------------------------------------ | ---------- | -------- | -------- | ---------- | ---------- | --------------- | --------------- |
| Martina Caironi                                  | 100 m T42  | N.D.     | N.D.     | N.D.       | N.D.       | 15"87           | Oro             |
| Oxana Corso                                      | 100 m T35  | N.D.     | N.D.     | N.D.       | N.D.       | 15"95           | Argento         |
| Oxana Corso                                      | 200 m T35  | N.D.     | N.D.     | N.D.       | N.D.       | 33"68           | Argento         |
| Annalisa Minetti Andrea Giocondi (guida)         | 1500 m T12 | N.D.     | N.D.     | N.D.       | N.D.       | 4'48"88         | Bronzo          |
| Elisabetta Stefanini Massimo di Marcello (guida) | 100 m T12  | 13"20    | 3 q      | 13"36      | 4          | non qualificata | non qualificata |
| Elisabetta Stefanini Massimo di Marcello (guida) | 200 m T12  | 27"14    | 3        | N.D.       | N.D.       | non qualificata | non qualificata |
| Elisabetta Stefanini Massimo di Marcello (guida) | 400 m T12  | 1'02"57  | 1 Q      | 1'02"03    | 3          | non qualificata | non qualificata |

Eventi concorsi
| Atleta           | Gara                    | Misura  | Posizione |
| ---------------- | ----------------------- | ------- | --------- |
| Martina Caironi  | Salto in lungo F42-44   | 3,50 m  | 13        |
| Assunta Legnante | Getto del peso F11-12   | 16,74 m | Oro       |
| Assunta Legnante | Lancio del disco F11-12 | 30,81 m | 8         |

## Canottaggio paralimpico
| FA | Qualificato in finale A                  |
| FB | Qualificato in finale B (senza medaglie) |
| R  | Ripescaggio                              |

| Atleta | Evento            | Batterie | Batterie   | Ripescaggi | Ripescaggi | Finale  | Finale     |
| Atleta | Evento            | Tempo    | Classifica | Tempo      | Classifica | Tempo   | Classifica |
| --- | ----------------- | -------- | ---------- | ---------- | ---------- | ------- | ---------- |
| Silvia De Maria Daniele Stefanoni                                                                         | 2 di coppia misti | 4'02"17  | 3 R        | 4'07"60    | 2 FA       | 4'09"39 | 6          |
| Pierre Calderoni Mahila Laura Maria Di Battista Alessandro Franzetti Andrea Marcaccini Florinda Trombetta | 4 senza misti     | 3'22"46  | 3 R        | 3'25"90    | 1 FA       | 3'27"91 | 5          |

## Ciclismo paralimpico

### Ciclismo su strada

#### Corsa in linea
| Atleta                                            | Evento                         | Tempo    | Classifica |
| ------------------------------------------------- | ------------------------------ | -------- | ---------- |
| Paolo Cecchetto                                   | Corsa su strada maschile H2    | 1:43:51  | 7          |
| Vittorio Podestà                                  | Corsa su strada maschile H2    | 1:38:02  | Bronzo     |
| Mauro Cratassa                                    | Corsa su strada maschile H3    | Ritirato | Ritirato   |
| Alex Zanardi                                      | Corsa su strada maschile H4    | 2:00:32  | Oro        |
| Roberto Bargna                                    | Corsa su strada maschile C1-3  | 1:42:51  | Oro        |
| Paolo Vigano                                      | Corsa su strada maschile C1-3  | 1:42:51  | 4          |
| Michele Pittacolo                                 | Corsa su strada maschile C4-5  | 1:55:51  | Bronzo     |
| Andrea Tarlao                                     | Corsa su strada maschile C4-5  | 1:56:06  | 10         |
| Ivano Pizzi Luca Pizzi (pilota)                   | Corsa su strada maschile B     | 2:26:52  | Oro        |
| Francesca Fenocchio                               | Corsa su strada femminile H1-3 | 1:55:10  | 7          |
| Claudia Schluer                                   | Corsa su strada femminile H1-3 | 2:02:15  | 9          |
| Giorgio Farroni                                   | Corsa su strada mista T1-2     | 45:24    | Argento    |
| Francesca Fenocchio Vittorio Podestà Alex Zanardi | Staffetta mista H1-4           | 30:50.00 | Argento    |

#### Cronometro
| Atleta                          | Evento                    | Tempo    | Classifica |
| ------------------------------- | ------------------------- | -------- | ---------- |
| Paolo Cecchetto                 | Cronometro maschile H2    | 32:48.48 | 12         |
| Vittorio Podestà                | Cronometro maschile H2    | 27:01.98 | Bronzo     |
| Mauro Cratassa                  | Cronometro maschile H3    | 28:36.65 | 7          |
| Alex Zanardi                    | Cronometro maschile H4    | 24:50.22 | Oro        |
| Roberto Bargna                  | Cronometro maschile C3    | 24:34.39 | 5          |
| Paolo Vigano                    | Cronometro maschile C3    | 26:05.59 | 13         |
| Andrea Tarlao                   | Cronometro maschile C5    | 33:15.94 | 4          |
| Ivano Pizzi Luca Pizzi (pilota) | Cronometro maschile B     | 30:50.41 | Argento    |
| Francesca Fenocchio             | Cronometro femminile H1-2 | 35:35.46 | 4          |
| Claudia Schluer                 | Cronometro femminile H1-2 | 37:23.61 | 6          |
| Giorgio Farroni                 | Cronometro misto T1-2     | 14:50.49 | 5          |

### Ciclismo su pista
Maschile
| Atleta                                    | Evento                      | Qualificazione | Qualificazione | Finale          | Finale          |
| Atleta                                    | Evento                      | Tempo          | Classifica     | Tempo           | Classifica      |
| ----------------------------------------- | --------------------------- | -------------- | -------------- | --------------- | --------------- |
| Andrea Tarlao                             | Cronometro 1 km C4-5        | N.D.           | N.D.           | 1:10.175        | 9               |
| Andrea Tarlao                             | Inseguimento individuale C5 | 4:44.120       | 5              | non qualificato | non qualificato |
| Roberto Bargna Andrea Tarlao Paolo Viganò | Velocità a squadre C1-5     | 57.095         | 9              | non qualificati | non qualificati |

## Equitazione paralimpica
Individuale
| Atleta            | Cavallo       | Evento                                | Totale    | Totale     |
| Atleta            | Cavallo       | Evento                                | Punteggio | Classifica |
| ----------------- | ------------- | ------------------------------------- | --------- | ---------- |
| Antonella Cecilia | Corlord       | Test Torneo individuale livello II    | eliminata | eliminata  |
| Sara Morganti     | Royal Delight | Test Torneo individuale livello Ia    | 68.650    | 8          |
| Sara Morganti     | Royal Delight | Test Freestyle individuale livello Ia | 73.900    | 4          |
| Francesca Salvadè | Come On       | Test Torneo individuale livello II    | 67.381    | 14         |
| Francesca Salvadè | Come On       | Test Freestyle individuale livello II | 64.750    | 14         |
| Silvia Veratti    | Zadok         | Test Torneo individuale livello II    | 69.905    | 9          |
| Silvia Veratti    | Zadok         | Test Freestyle individuale livello II | ritirata  | ritirata   |

A squadre
| Atleta            | Cavallo    | Evento             | Punteggio individuale | Punteggio individuale | Punteggio individuale | Totale    | Totale     |
| Atleta            | Cavallo    | Evento             | Test a squadre        | Test torneo           | Totale                | Punteggio | Classifica |
| ----------------- | ---------- | ------------------ | --------------------- | --------------------- | --------------------- | --------- | ---------- |
| Antonella Cecilia | Come sopra | Concorso a squadre | eliminata             | ritirata              | 0                     | 405.855   | 10         |
| Sara Morganti     | Come sopra | Concorso a squadre | 69.824                | 68.650                | 138.474               | 405.855   | 10         |
| Francesca Salvadè | Come sopra | Concorso a squadre | 67.619                | 67.381                | 135.000               | 405.855   | 10         |
| Silvia Veratti    | Come sopra | Concorso a squadre | 62.476                | 69.905                | 132.381               | 405.855   | 10         |

## Nuoto paralimpico
Maschile
| Atleta              | Evento                 | Batterie | Batterie   | Finale          | Finale          |
| Atleta              | Evento                 | Tempo    | Classifica | Tempo           | Classifica      |
| ------------------- | ---------------------- | -------- | ---------- | --------------- | --------------- |
| Nicolò Bensi        | 50 m farfalla S5       | 49.06    | 15         | non qualificato | non qualificato |
| Nicolò Bensi        | 50 m rana SB3          | 57.58    | 11         | non qualificato | non qualificato |
| Nicolò Bensi        | 150 m misti SM4        | 3:04.41  | 9          | non qualificato | non qualificato |
| Francesco Bettella  | 50 m stile libero S2   | 1:13.86  | 11         | non qualificato | non qualificato |
| Francesco Bettella  | 100 m stile libero S2  | 2:29.34  | 8 Q        | 2:31.17         | 7               |
| Francesco Bettella  | 200 m stile libero S2  | N.D.     | N.D.       | 5:02.96         | 5               |
| Francesco Bettella  | 50 m dorso S2          | 1:13.76  | 9          | non qualificato | non qualificato |
| Francesco Bocciardo | 100 m stile libero S7  | 1:11.45  | 14         | non qualificato | non qualificato |
| Francesco Bocciardo | 400 m stile libero S7  | 5:14.78  | 11         | non qualificato | non qualificato |
| Francesco Bocciardo | 100 m dorso S7         | 1:25.25  | 15         | non qualificato | non qualificato |
| Michele Ferrarin    | 100 m farfalla S8      | 1:07.26  | 10         | non qualificato | non qualificato |
| Michele Ferrarin    | 100 m rana SB8         | 1:17.67  | 10         | non qualificato | non qualificato |
| Michele Ferrarin    | 200 m misti SM8        | 2:40.53  | 17         | non qualificato | non qualificato |
| Efrem Morelli       | 50 m stile libero S5   | 42.00    | 14         | non qualificato | non qualificato |
| Efrem Morelli       | 50 m farfalla S5       | 43.71    | 9          | non qualificato | non qualificato |
| Efrem Morelli       | 100 m rana SB4         | 1:47.30  | 6 Q        | 1:47.79         | 6               |
| Federico Morlacchi  | 100 m stile libero S9  | 58.57    | 8 Q        | 58.24           | 8               |
| Federico Morlacchi  | 400 m stile libero S9  | 4:24.06  | 4 Q        | 4:18.55         | Bronzo          |
| Federico Morlacchi  | 100 m farfalla S9      | 1:01.68  | 3 Q        | 1:00.77         | Bronzo          |
| Federico Morlacchi  | 200 m misti SM9        | 2:23.32  | 5 Q        | 2:20.28         | Bronzo          |
| Fabrizio Sottile    | 50 m stile libero S12  | 25.82    | 11         | non qualificato | non qualificato |
| Fabrizio Sottile    | 100 m stile libero S12 | 56.11    | 9          | non qualificato | non qualificato |
| Fabrizio Sottile    | 400 m stile libero S12 | 4:38.09  | 8 Q        | 4:36.74         | 8               |
| Fabrizio Sottile    | 100 m farfalla S12     | 1:03.97  | 11         | non qualificato | non qualificato |
| Fabrizio Sottile    | 200 m misti SM12       | 2:21.75  | 7 Q        | 2:21.92         | 8               |

Femminili
| Atleta               | Evento                 | Batterie     | Batterie     | Finale          | Finale          |
| Atleta               | Evento                 | Tempo        | Classifica   | Tempo           | Classifica      |
| -------------------- | ---------------------- | ------------ | ------------ | --------------- | --------------- |
| Cecilia Camellini    | 50 m stile libero S11  | 31.15        | 1 Q          | 30.94           | Oro             |
| Cecilia Camellini    | 100 m stile libero S11 | 1:11.54      | 3 Q          | 1:07.29         | Oro             |
| Cecilia Camellini    | 400 m stile libero S11 | 5:25.70      | 3 Q          | 5:20.27         | Bronzo          |
| Cecilia Camellini    | 100 m dorso SM11       | 1:25.63      | 4 Q          | 1:19.91         | Bronzo          |
| Cecilia Camellini    | 200 m misti SM11       | 3:01.73      | 3 Q          | 3:01.86         | 6               |
| Immacolata Cerasuolo | 50 m stile libero S8   | 34.53        | 14           | non qualificata | non qualificata |
| Immacolata Cerasuolo | 100 m stile libero S8  | 1:17.71      | 15           | non qualificata | non qualificata |
| Immacolata Cerasuolo | 100 m farfalla S8      | 1:23.21      | 12           | non qualificata | non qualificata |
| Immacolata Cerasuolo | 200 m misti SM8        | 3:05.67      | 9            | non qualificata | non qualificata |
| Stefania Chiaroni    | 200 m stile libero S5  | 4:22.87      | 12           | non qualificata | non qualificata |
| Stefania Chiaroni    | 50 m farfalla S5       | squalificata | squalificata | squalificata    | squalificata    |
| Stefania Chiaroni    | 200 m misti SM5        | 4:53.25      | 13           | non qualificata | non qualificata |
| Emanuela Romano      | 200 m misti SM6        | 3:34.03      | 9            | non qualificata | non qualificata |
| Emanuela Romano      | 50 m stile libero S6   | 38.79        | 12           | non qualificata | non qualificata |
| Emanuela Romano      | 100 m stile libero S6  | 1:20.54      | 5 Q          | 1:19.54         | 5               |
| Emanuela Romano      | 400 m stile libero S6  | 5:46.69      | 5 Q          | 5:44.36         | 5               |
| Emanuela Romano      | 100 m dorso S6         | 1:34.78      | 8 Q          | 1:33.90         | 7               |

## Pallacanestro in carrozzina
La nazionale italiana di pallacanestro in carrozzina conclude il suo girone al 5º posto. Non passa quindi al turno successivo e si scontra con la nazionale giapponese, quinta nel suo girone, per il nono o decimo posto, perdendo però il match classificandosi così complessivamente al 10º posto.
I dodici azzurri erano:
- Damiano Airoldi (Santa Lucia Sport Roma)
- Mohamed Sanna Alì (Santa Lucia Sport Roma)
- Fabio Bernardis (Padova Millennium)
- Matteo Cavagnini (Santa Lucia Sport Roma)
- Nicola Damiano (Briantea 84 Cantù)
- Vincenzo Di Bennardo (Santa Lucia Sport Roma)
- Jacopo Geninazzi (Briantea 84 Cantù)
- Galliano Marchionni (Amicacci Giulianova)
- Amine Moukhariq (Elecom Sport)
- Alberto Pellegrini (Santa Lucia Sport Roma)
- Fabio Raimondi (Porto Torres)
- Ahmed Raourahi (Padova Millennium)
- Allenatore:  Clifford Fisher

Girone
| Squadra     | Pt | G | V | P | PF  | PS  | DP   | TB |
| ----------- | -- | - | - | - | --- | --- | ---- | -- |
| Australia   | 10 | 5 | 5 | 0 | 372 | 259 | +113 |    |
| Turchia     | 8  | 5 | 3 | 2 | 331 | 302 | +229 | +6 |
| Stati Uniti | 8  | 5 | 3 | 2 | 330 | 259 | +71  | -1 |
| Spagna      | 8  | 5 | 3 | 2 | 322 | 292 | +30  | -5 |
| Italia      | 6  | 5 | 1 | 4 | 260 | 309 | -49  |    |
| Sudafrica   | 5  | 5 | 0 | 5 | 204 | 398 | -194 |    |

| Arbitro: | Rui Marques |

|                  |          |                       |
| de Paz 18        | Punti    | 8 Raimondi, Cavagnini |
| de Paz, Muiño 5  | Assist   | 3 Moukhariq, Raimondi |
| García Moreno 11 | Rimbalzi | 7 Cavagnini           |

| Arbitro: | Krunoslav Peić |

|              |          |          |
| Moukhariq 13 | Punti    | 24 Nelms |
| Raimondi 5   | Assist   | 6 Serio  |
| Cavagnini 9  | Rimbalzi | 7 Hinze  |

| Arbitro: | Gustavo Mathias |

|             |          |              |
| Gürbulak 17 | Punti    | 25 Cavagnini |
| Gürbulak 11 | Assist   | 5 Moukhariq  |
| Gürbulak 14 | Rimbalzi | 15 Cavagnini |

| Arbitro: | Eisuke Kanno |

|           |          |              |
| Nortje 15 | Punti    | 33 Cavagnini |
| Mbande 3  | Assist   | 7 Moukhariq  |
| Mbande 7  | Rimbalzi | 17 Cavagnini |

| Arbitro: | Saskia Warmerdam |

|               |          |                  |
| Cavagnini 16  | Punti    | 17 Stibners      |
| Moukhariq 5   | Assist   | 5 Norris         |
| Pellegrini 12 | Rimbalzi | 6 Eveson, Latham |

Scontro per il 9º-10º posto
| Arbitro: | Mati Quintana |

|              |          |              |
| Cavagnini 31 | Punti    | 14 Masubuchi |
| Raimondi 5   | Assist   | 5 Fujimoto   |
| Cavagnini 6  | Rimbalzi | 10 Fujimoto  |

## Scherma in carrozzina
| Atleta                               | Evento               | Qualificazione       | Qualificazione       | Qualificazione | 16-esimi             | Quarti di finale     | Semifinale           | Finale / Finale per il bronzo | Finale / Finale per il bronzo |
| Atleta                               | Evento               | Avversario Punteggio | Avversario Punteggio | Classifica     | Avversario Punteggio | Avversario Punteggio | Avversario Punteggio | Avversario Punteggio          | Classifica                    |
| ------------------------------------ | -------------------- | -------------------- | -------------------- | -------------- | -------------------- | -------------------- | -------------------- | ----------------------------- | ----------------------------- |
| Matteo Betti                         | Spada maschile A     | Yusupov V 5–3        | Juhasz V 5–4         | 3              | Bye                  | Demchuk (6) V 15–11  | Noble (7) P 9–15     | Yusupov V 15–10               | Bronzo                        |
| Matteo Betti                         | Spada maschile A     | Demchuk P 4–5        | van der Wege V 5–0   | 3              | Bye                  | Demchuk (6) V 15–11  | Noble (7) P 9–15     | Yusupov V 15–10               | Bronzo                        |
| Matteo Betti                         | Fioretto maschile A  | Yusupov P 3–5        | Mato P 3–5           | 14             | non qualificato      | non qualificato      | non qualificato      | non qualificato               | non qualificato               |
| Matteo Betti                         | Fioretto maschile A  | Chen P 0–5           | Pender P 4–5         | 14             | non qualificato      | non qualificato      | non qualificato      | non qualificato               | non qualificato               |
| Marco Cima                           | Fioretto maschile B  | Datsko P 5–0         | Wyganowski V 5–3     | 9              | Ching (8) V 15–13    | Francois (1) V 15–14 | Datsko (4) P 3–15    | Latreche (2) P 15–11          | 4                             |
| Marco Cima                           | Fioretto maschile B  | Ching V 5–4          | Silva Guissone P 5–4 | 9              | Ching (8) V 15–13    | Francois (1) V 15–14 | Datsko (4) P 3–15    | Latreche (2) P 15–11          | 4                             |
| Alessio Sarri                        | Sciabola maschile B  | Boehm V 5–0          | Bogdos P 3–5         | rowspan="2" 6  | Bye                  | Datsko (3) V 15–13   | Pluta (2) P 10–15    | Yusupov (4) V 15–7            | Bronzo                        |
| Alessio Sarri                        | Sciabola maschile B  | Datsko V 5–2         | Yusupov P 4–5        |                | Bye                  | Datsko (3) V 15–13   | Pluta (2) P 10–15    | Yusupov (4) V 15–7            | Bronzo                        |
| Matteo Betti Marco Cima Andrea Macrì | Squadre maschile     | N.D.                 | N.D.                 | N.D.           | N.D.                 | Ucraina V 45–37      | Cina P 19–45         | Hong Kong P 42–45             | 4                             |
| Loredana Trigilia                    | Fioretto femminile A | Lao P 4–5            | Fan P 2–5            | 11             | N.D.                 | non qualificata      | non qualificata      | non qualificata               | non qualificata               |
| Loredana Trigilia                    | Fioretto femminile A | Krajnyak P 4–5       | Rong P 3–5           | 11             | N.D.                 | non qualificata      | non qualificata      | non qualificata               | non qualificata               |
| Loredana Trigilia                    | Fioretto femminile A | Bernard P 4–5        |                      | 11             | N.D.                 | non qualificata      | non qualificata      | non qualificata               | non qualificata               |

## Tennis in carrozzina
| Atleta                            | Evento            | 64-esimi             | 32-esimi             | 16-esimi             | Quarti di finale          | Semifinale           | Finale / Finale per il bronzo | Finale / Finale per il bronzo |
| Atleta                            | Evento            | Avversario Punteggio | Avversario Punteggio | Avversario Punteggio | Avversario Punteggio      | Avversario Punteggio | Avversario Punteggio          | Classifica                    |
| --------------------------------- | ----------------- | -------------------- | -------------------- | -------------------- | ------------------------- | -------------------- | ----------------------------- | ----------------------------- |
| Fabian Mazzei                     | Singolo maschile  | Fernandez P 0–6, 0–6 | non qualificato      | non qualificato      | non qualificato           | non qualificato      | non qualificato               | non qualificato               |
| Marianna Lauro                    | Singolo femminile | N.D.                 | Shuker P 2–6, 1–6    | non qualificata      | non qualificata           | non qualificata      | non qualificata               | non qualificata               |
| Marco Innocenti                   | Quad individuale  | N.D.                 | N.D.                 | Barten P 3–6, 4–6    | non qualificato           | non qualificato      | non qualificato               | non qualificato               |
| Giuseppe Polidori                 | Quad individuale  | N.D.                 | N.D.                 | Kramer P 3–6, 2–6    | non qualificato           | non qualificato      | non qualificato               | non qualificato               |
| Marco Innocenti Giuseppe Polidori | Quad doppio       | N.D.                 | N.D.                 | N.D.                 | Kawano/Oroishi P 3–6, 6–7 | non qualificati      | non qualificati               | non qualificati               |

## Tennistavolo paralimpico
Maschile
| Atleta           | Evento           | Preliminari          | Preliminari          | Preliminari | Quarti di finale     | Semifinale           | Finale               | Finale          |
| Atleta           | Evento           | Avversario Risultato | Avversario Risultato | Classifica  | Avversario Risultato | Avversario Risultato | Avversario Risultato | Classifica      |
| ---------------- | ---------------- | -------------------- | -------------------- | ----------- | -------------------- | -------------------- | -------------------- | --------------- |
| Raimondo Alecci  | Singolo classe 6 | Wetherill P 2–3      | Kusiak V 3–1         | 1           | Grundeler P 0–3      | non qualificato      | non qualificato      | non qualificato |
| Andrea Borgato   | Singolo classe 1 | Vevera P 0–3         | Davies P 0–3         | 3           | N.D.                 | non qualificato      | non qualificato      | non qualificato |
| Salvatore Caci   | Singolo classe 4 | Siada P 0–3          | Choi V 3–0           | 3           | non qualificato      | non qualificato      | non qualificato      | non qualificato |
| Davide Scazzieri | Singolo classe 7 | Messi P 0–3          | Horut P 0–3          | 3           | non qualificato      | non qualificato      | non qualificato      | non qualificato |
| Giuseppe Vella   | Singolo classe 2 | Riapos P 0–3         | Kim P 1–3            | 3           | non qualificato      | non qualificato      | non qualificato      | non qualificato |

Femminile
| Atleta           | Evento             | Preliminari          | Preliminari          | Preliminari | Quarti di finale     | Semifinale           | Finale               | Finale          |
| Atleta           | Evento             | Avversario Risultato | Avversario Risultato | Classifica  | Avversario Risultato | Avversario Risultato | Avversario Risultato | Classifica      |
| ---------------- | ------------------ | -------------------- | -------------------- | ----------- | -------------------- | -------------------- | -------------------- | --------------- |
| Michela Brunelli | Singolo classe 3   | Choi V 3–0           | Head P 2–3           | 2           | non qualificata      | non qualificata      | non qualificata      | non qualificata |
| Maria Nardelli   | Singolo classe 5   | Gu P 0–3             | Wei P 0–3            | 3           | N.D.                 | non qualificata      | non qualificata      | non qualificata |
| Pamela Pezzutto  | Singolo classe 1-2 | Breathnach V 3–0     | Sireau V 3–2         | 1           | N.D.                 | Pushpasheva V 3–0    | Liu P 0–3            | Argento         |
| Clara Podda      | Singolo classe 1-2 | Profitt V 3–0        | Liu P 1–3            | 2           | N.D.                 | non qualificata      | non qualificata      | non qualificata |
| Valeria Zorzetto | Singolo classe 4   | Zhou P 0–3           | Dolinar V 3–1        | 2           | N.D.                 | non qualificata      | non qualificata      | non qualificata |

Squadre
| Atleta                                       | Evento                       | 16-esimi             | Quarti di finale     | Semifinale           | Finale / Finale per il bronzo | Finale / Finale per il bronzo |
| Atleta                                       | Evento                       | Avversario Risultato | Avversario Risultato | Avversario Risultato | Avversario Risultato          | Classificazione               |
| -------------------------------------------- | ---------------------------- | -------------------- | -------------------- | -------------------- | ----------------------------- | ----------------------------- |
| Andrea Borgato Giuseppe Vella                | Squadra maschile classe 1-2  | N.D.                 | Austria P 1–3        | non qualificati      | non qualificati               | non qualificati               |
| Raimondo Alecci Davide Scazzieri             | Squadra maschile classe 6-8  | Thailandia V 3–2     | Regno Unito P 0–3    | non qualificati      | non qualificati               | non qualificati               |
| Michela Brunelli Pamela Pezzutto Clara Podda | Squadra femminile classe 1-3 | Bye                  | Irlanda V 3–0        | Cina P 0–3           | Regno Unito P 2–3             | 4                             |
| Maria Nardelli Valeria Zorzetto              | Squadra femminile classe 4-5 | Taipei cinese V 3–2  | Cina P 0–3           | non qualificate      | non qualificate               | non qualificate               |

## Tiro paralimpico
| Atleta             | Evento                                     | Qualificazione | Qualificazione | Finale          | Finale          |
| Atleta             | Evento                                     | Punteggio      | Classifica     | Punteggio       | Classifica      |
| ------------------ | ------------------------------------------ | -------------- | -------------- | --------------- | --------------- |
| Jacopo Cappelli    | Carabina 10 m aria compressa maschile SH1  | 578            | 19             | non qualificato | non qualificato |
| Jacopo Cappelli    | Carabina 50 m 3 posizioni maschile SH1     | 1111           | 18             | non qualificato | non qualificato |
| Jacopo Cappelli    | Carabina 50 m a terra maschile SH1         | 593            | 35             | non qualificato | non qualificato |
| Jacopo Cappelli    | Carabina 50 m a terra misti SH1            | 577            | 32             | non qualificato | non qualificato |
| Azzurra Ciani      | Carabina 10 m aria compressa femminile SH1 | 369            | 19             | non qualificata | non qualificata |
| Azzurra Ciani      | Carabina 50 m 3 posizioni femminile SH1    | 543            | 13             | non qualificata | non qualificata |
| Azzurra Ciani      | Carabina 10 m a terra misti SH1            | 600 EWR        | 1              | 704.9           | 5               |
| Azzurra Ciani      | Carabina 50 m a terra misti SH1            | 580            | 26             | non qualificata | non qualificata |
| Massimo Dalla Casa | Carabina 10 m a terra misti SH2            | 588            | 31             | non qualificato | non qualificato |
| Massimo Dalla Casa | Carabina 10 m aria compressa maschile SH2  | 584            | 28             | non qualificato | non qualificato |
| Giancarlo Iori     | Pistola 10 m aria compressa maschile SH1   | 543            | 27             | non qualificato | non qualificato |
| Giancarlo Iori     | Pistola 50 m misti SH1                     | 544            | 19             | non qualificati | non qualificati |
| Giancarlo Iori     | Pistola 25 m misti SH1                     | 530            | 9              | non qualificato | non qualificato |
| Marco Pusinich     | Pistola 10 m aria compressa maschile SH1   | 552            | 23             | non qualificato | non qualificato |
| Marco Pusinich     | Pistola 50 m misti SH1                     | 529            | 10             | non qualificato | non qualificato |

## Tiro con l'arco paralimpico
Maschile
| Atleta                                             | Gara                                  | Qualificazione | Qualificazione | 32-esimi             | 16-esimi             | Quarti di finale      | Semifinale           | Finale               | Finale          |
| Atleta                                             | Gara                                  | Risultato      | Posizione      | Avversario Punteggio | Avversario Punteggio | Avversario Punteggio  | Avversario Punteggio | Avversario Punteggio | Classifica      |
| -------------------------------------------------- | ------------------------------------- | -------------- | -------------- | -------------------- | -------------------- | --------------------- | -------------------- | -------------------- | --------------- |
| Giampaolo Cancelli                                 | Torneo individuale campo aperto       | 630            | 21             | Kallunki (12) V 6–0  | Simonelli (5) P 2–6  | non qualificato       | non qualificato      | non qualificato      | non qualificato |
| Alberto Simonelli                                  | Torneo individuale campo aperto       | 659            | 5              | Sener (28) V 6–4     | Cancelli (21) V 6–2  | Rodriguez (13) P 4–6  | non qualificato      | non qualificato      | non qualificato |
| Fabio Azzolini                                     | Torneo individuale campo aperto W1    | 612            | 8              | N.D.                 | Ferrandi (9) V 6–5   | Drahoninsky (1) P 5–6 | non qualificato      | non qualificato      | non qualificato |
| Gabriele Ferrandi                                  | Torneo individuale campo aperto W1    | 590            | 9              | N.D.                 | Azzolini (8) P 5–6   | non qualificato       | non qualificato      | non qualificato      | non qualificato |
| Vittorio Bartoli                                   | Torneo individuale campo aperto W1/W2 | 579            | 15             | Chopyk (18) P 2–6    | non qualificato      | non qualificato       | non qualificato      | non qualificato      | non qualificato |
| Oscar De Pellegrin                                 | Torneo individuale campo aperto W1/W2 | 625            | 4              | Bye                  | Wolfe (20) V 6–0     | Lee (5) V 6–4         | Tseng (1) V 7–3      | Sanawi (19) V 6–5    | Oro             |
| Mario Esposito                                     | Torneo individuale arco ricurvo       | 574            | 22             | Bennett (11) P 2–6   | non qualificato      | non qualificato       | non qualificato      | non qualificato      | non qualificato |
| Bartoli Vittorio Oscar De Pellegrin Mario Esposito | Arco ricurvo a squadre                | 1778           | 6              | N.D.                 | Bye                  | Cina (3) P 185–194    | non qualificati      | non qualificati      | non qualificati |

Femminile
| Atleta                                             | Gara                                  | Qualificazione | Qualificazione | 32-esimi             | 16-esimi             | Quarti di finale      | Semifinale           | Finale / Finale per il bronzo | Finale / Finale per il bronzo |
| Atleta                                             | Gara                                  | Risultato      | Posizione      | Avversario Punteggio | Avversario Punteggio | Avversario Punteggio  | Avversario Punteggio | Avversario Punteggio          | Classifica                    |
| -------------------------------------------------- | ------------------------------------- | -------------- | -------------- | -------------------- | -------------------- | --------------------- | -------------------- | ----------------------------- | ----------------------------- |
| Veronica Floreno                                   | Torneo individuale arco ricurvo W1/W2 | 517            | 12             | Bye                  | Ko (5) V 6–2         | Bayar (13) V 6–2      | Nemati (1) P 0–6     | Li (11) P 4–6                 | 4                             |
| Elisabetta Mijno                                   | Torneo individuale arco ricurvo W1/W2 | 588            | 2              | Bye                  | Kuncova (15) V 7–3   | Kalay (7) V 6–2       | Li (11) V 6–4        | Nemati (1) P 3–7              | Argento                       |
| Mariangela Perna                                   | Torneo individuale arco ricurvo W1/W2 | 480            | 16             | Droste (17) V 6–0    | Nemati (1) P 0–6     | non qualificata       | non qualificata      | non qualificata               | non qualificata               |
| Veronica Floreno Elisabetta Mijno Mariangela Perna | Arco ricurvo a squadre                | 1585           | 4              | N.D.                 | N.D.                 | Turchia (5) V 183–175 | Cina (1) P 187–192   | Iran (2) P 184–188            | 4                             |

## Vela paralimpica
| Atleta                                          | Evento  | Gara | Gara  | Gara | Gara | Gara | Gara | Gara | Gara | Gara | Gara | Gara | Punteggio totale | Classifica |
| Atleta                                          | Evento  | 1    | 2     | 3    | 4    | 5    | 6    | 7    | 8    | 9    | 10   | 11   | Punteggio totale | Classifica |
| ----------------------------------------------- | ------- | ---- | ----- | ---- | ---- | ---- | ---- | ---- | ---- | ---- | ---- | ---- | ---------------- | ---------- |
| Fabrizio Olmi                                   | 2.4 mR  | 10   | 5     | (15) | 7    | 12   | 4    | 15   | 9    | 6    | 10   | N.D. | 78               | 10         |
| Marco Carlo Gualandris Marta Zanetti            | SKUD 18 | 5    | 6 DPI | 6    | 6    | 6    | (9)  | 6    | 5    | 5    | 1    | N.D. | 46               | 5          |
| Massimo Dighe Paola Protopapa Antonio Squizzato | Sonar   | 7    | 11    | (12) | 11   | 12   | 5    | 12   | 12   | 11   | 6    | N.D. | 87               | 12         |